# Moa-Lina Croall
Moa-Lina Samanya Croall, född Olbers 11 april 1982 i Lemnhult, Jönköpings län är en svensk författare och musiker.
Croall har skrivit böcker sedan hen var 15 år gammal och vann 2002 Lilla Augustpriset för En riktig låda efter att ha varit nominerad både 2000 och 2001. 2006 kom romandebuten Sen tar vi Berlin på Alfabeta Bokförlag. 2009 riktade hen sig mot en yngre läsekrets när boken Det är jag som är Lisa gavs ut på samma förlag. 2012 kom en fristående fortsättning till Det är jag som är Lisa kallad Jag blundar och önskar mig något. Boken blev nominerad till Augustpriset i kategorin för barn- och ungdomslitteratur.
Croall ägnar sig även åt musik som trummis, gitarrist och sångerska. Hen har studerat på Gotlands tonsättarskola och hens musik är en blandning av alternativ, elektronisk pop och elektroakustisk musik.
Croall har även gjort ett flertal remixer på band som bland annat Min Stora Sorg, Tikkle Me och Systraskap.
Hen har även studerat på skrivarlinjen på Fridhems folkhögskola samt utbildat sig till skrivarpedagog på Skurups folkhögskola.